# Bankei Yōtaku
Bankei Yōtaku (盤珪永琢, 1622-1693) fue un maestro zen japonés de la escuela Rinzai y abad de los templos Ryōmon-ji y Nyohō-ji. Es conocido por sus charlas sobre lo que el mismo denominó como lo "no-nacido".

## Biografía

### Primeros años
Bankei Yōtaku nació en 1622, en la provincia de Harima, siendo hijo de un samurái convertido en curandero llamado Suga Dosetsu. Su nombre de niño era Muchi. La madre de Bankei llevaba el apellido de Noguchi, y poco más se sabe de ella, aparte de que la sociedad de la época la ensalzaba como "Maya que engendró tres Budas", siendo Maya la madre del Buda histórico, Shakyamuni. Bankei tenía cuatro hermanos y cuatro hermanas. Su hermano mayor, Masayasu, era un médico experto y su segundo hermano mayor era un practicante de la escuela de budismo de la Tierra Pura. Por lo tanto, la madre de Bankei fue comparada con Maya, Masayasu to Yakushi, el Buda de la curación, su segundo hermano mayor con el Buda Amida y el propio Bankei con el Buda Shakyamuni. Bankei era un niño rebelde y travieso, aunque mostró una inteligencia notable. Cuando Bankei tenía 11 años, su padre murió y al año siguiente ingresó en la escuela.

### Comienzo de la búsqueda
Aquí se le enseñó muchos de los textos confucianos. En ese momento, Bankei era joven y estaba repleto de preguntas, y los clásicos confucianos que le enseñaban lo confundían mucho. Un día, el maestro leyó la primera línea del '"Gran aprendizaje": "El camino del gran aprendizaje radica en clarificar la virtud luminosa". Bankei entró en un acalorado intercambio con su maestro implorándole el significado de ello. Finalmente, consideró que no había obtenido ninguna respuesta satisfactoria.
Esta brecha en la comprensión de Bankei dio lugar a muchas dudas y preguntas, por lo que aprovechó para cuestionar a otros sobre su conocimiento. Imploraba a los eruditos confucianos y budistas y asistía a diversas reuniones religiosas en busca de respuestas. Todo esto, sin embargo, resultó inútil para él. Se angustió tanto en su necesidad de encontrar respuestas que la escuela ya no era una prioridad para él, y en 1633 fue expulsado de la casa de su familia. Un amigo de la familia, Yūkan Nakahori, permitió que Bankei se quedara en una choza cercana. Siendo un poco excéntrico, Bankei grabó en un listón de madera "Ermita de práctica" y lo colocó fuera de su pequeña cabaña.

### Entrenamiento budista
Es probable que Bankei comenzara a practicar el budismo Shin durante este tiempo. Se sabe que cuando tenía 15 años, se entrenó en un templo Shingon, donde aparentemente adquirió cierta base en el estudio de los sutras. Sin embargo, Bankei no quedó satisfecho con el enfoque de Shingon y se fue al año siguiente. A los 16 caminó de Hamada a Ako para ver a un sacerdote zen Rinzai llamado Umpo Zenjo en el templo Zuiō-ji. Bankei no perdió el tiempo con Umpo y le imploró sobre el significado de la virtud luminosa, a lo que Umpo le aconsejó que el único camino hacia tal comprensión podría ser a través de la práctica de zazen. Bankei quedó intrigado por este consejo y se ordenó monje en Zuiō-ji bajo Umpo. Fue ahí donde recibió su nombre budista Yōtaku ("Largo pulido de la gema de la mente").
Cuando Bankei cumplió 19 años, dejó Zuiō-ji y viajó por Kioto, Osaka y Kyūshū en busca de una respuesta a su pregunta. Durante sus viajes, se quedaba a dormir en los templos o dormía al aire libre, vagando como un mendigo. En 1645, a la edad de 24 años, regresó a Zuiō-ji sin ser más sabio que el día en que se fue. En este momento, Umpo le dijo que la respuesta que buscaba solo se podio encontrar dentro, no a través de un intermediario. Bankei se fue poco después de su regreso y construyó una choza cerca donde vivió como un ermitaño. Se sentaba durante horas practicando zazen. Había renunciado a la comodidad corporal y no tenía otro objetivo durante este tiempo que alcanzar una comprensión completa de las cosas. Practicó de esta manera durante muchos años, pero finalmente el descuido de su cuerpo le hizo contraer la tuberculosis. Después buscó el consejo de un médico que le pronosticó la muerte.

### Darse cuenta de lo no-nacido
Durante esta experiencia cercana a la muerte, Bankei se dio cuenta de lo "no-nacido", y luego dijo sobre la experiencia:
Sentí una extraña sensación en la garganta. Escupí contra una pared. Una masa de flema negra grande como una baya de jabón rodó por el costado... De repente, justo en ese momento... Me di cuenta de qué era lo que se me había escapado hasta ahora: todas las cosas están perfectamente resueltas en lo no-nacido . 
Después de este avance, sus dudas y preguntas cesaron mientras que su condición física mejoraba. Una vez que se recuperó, viajó de regreso a Umpo para transmitir su experiencia. Umpo confirmó su iluminación y lo envió para que Gudō Toshoku, otro maestro Rinzai, confirmara su comprensión.

### En busca de la confirmación
A la edad de 26 años, Bankei fue a la prefectura de Gifu a Daisen-ji, donde Gudō  era abad. Sin embargo, cuando llegó, Gudō  estaba en otro templo suyo ubicado en el campo. Entonces Bankei visitó los templos de otros maestros zen de la zona, ninguno de los cuales tenía sacerdotes con la comprensión adecuada para confirmar su realización. Después de un año viviendo en el campo cerca de Daisen-ji,  Bankei viajó nuevamente de regreso a Umpo. En 1651, escuchó que un maestro ch'an con el nombre de Dosha Chogen había llegado a Nagasaki. Umpo le aconsejó que fuera a ver al maestro ch'an, y Bankei partió hacia Nagasaki con la esperanza de que finalmente se confirmara su iluminación.
Bankei encontró a Dosha Chogen en Sōfuku-ji, un templo de estilo chino. En su primera reunión, Dosha confirmó el entendimiento de Bankei, pero también le dijo que estaba incompleto. Bankei se sintió ofendido por esto inicialmente y se negó a aceptarlo. Sin embargo, permaneció en aquel templo para seguir la vía de Dosha, y finalmente se dio cuenta de que lo que este último había dicho era cierto. Así, Bankei se quedó en Sōfuku-ji practicando con Dosha.

### El despertar definitivo
Mientras Bankei vivía entre los demás monjes del templo, se negaba a recitar los sutras en chino con ellos. En 1652, cuando meditaba con la congregación, Bankei experimentó el despertar final. Dosha confirmó esto al día siguiente, afirmando que Bankei finalmente había resuelto el Gran Asunto. Bankei rechazó después un puesto de alto nivel en el monasterio, prefiriendo vivir sin pretensiones. Al año siguiente, Bankei regresó a Harima por un corto tiempo y luego se fue a Yoshino, en la prefectura de Nara, para vivir nuevamente como un ermitaño. En las montañas de Yoshino, Bankei escribió algunos cánticos budistas relacionados con lo no-nacido mientras vivía allí en retiro silencioso.

## Enseñanzas

### Lo no-nacido
Lo no-nacido (fushō en japonés) es un término sánscrito, anutpāda:
- "An" significa "no".
- "Utpāda" significa "génesis", "aparición" o "nacimiento".

En general, "anutpāda" significa "no tener origen", "no llegar a existir", "no tener efecto" o "sin producción". 
La tradición budista utiliza el término "anutpāda" para la ausencia de un origen o sunyata. El término también se usa en el Lankavatara Sutra, donde se equipara con sunyata. Según D.T. Suzuki, "anutpāda" no es lo contrario de "utpāda", sino que trasciende los opuestos. Es ver la verdadera naturaleza de la existencia, ver que "todos los objetos carecen de sustancia propia. 
La frase completa es fushō fumetsu, "no nacido e inmortal",  o "sin creación ni destrucción", pero en años posteriores Bankei solo usó el término "no nacido", ya que pensó que era lógicamente imposible decir que algo que no haya sido creado pueda ser aniquilado, haciendo redundante el término "destrucción". Sin embargo, no es lógicamente imposible que algo que siempre haya existido deje de existir. De ahí la utilidad de emplear ambos términos.

### El logro de lo no-nacido
Aunque lo no-nacido es el estado natural del hombre, se necesita "autocrítica" en lugar de zazen o koans para liberarse de la ilusión, los pensamientos y fijaciones dualistas (nen). Según Bankei, la ilusión surge a través del "deseo egoísta", y los nen son "imágenes de cosas vistas y oídas". Al desprenderse de esas ilusiones y fijaciones,
ni tratando de prevenirlos ni tratando de alentar más pensamiento [...] ciertamente se detendrán por sí mismos.

## Influencia
Hakuin, casi un contemporáneo de Bankei, condenó enérgicamente su "Zen de no hacer nada". Según D.T. Suzuki, Bankei es uno de los maestros zen japoneses más importantes, junto con Dogen y Hakuin, y su zen de lo no-nacido es uno de los avances más originales de toda la historia del pensamiento del budismo zen.